# Kun-Woo Paik
Kun-woo Paik (Séoul, 10 mars 1946) est un pianiste sud-coréen, fixé à Paris depuis 1974.

## Biographie

### Formation
Né d'un père violoniste et d'une mère professeure de piano, Kun Woo Paik donne son premier concert à l'âge de dix ans avec l'orchestre national coréen dans le Concerto pour piano de Grieg. Les années suivantes, il interprète beaucoup d'œuvres importantes en Corée, dont plusieurs en premières dans son pays, notamment les Tableaux d'une exposition de Moussorgski. À quinze, en 1961, à New York, il participe au Concours Dmitri Mitropoulos pour les chefs d'orchestre et obtient un prix spécial. Il étudie ensuite le piano à la Juilliard School de New York avec Rosina Lhévinne (1965-1971), à Londres avec Ilona Kabós et en Italie avec Guido Agosti et Wilhelm Kempff. Kun Woo Paik est également lauréat des concours Busoni (1969) et Naumburg (New York, 1971).

### Carrière
Il fait ses débuts à New York sous la direction de James Conlon en 1972. Depuis, au fil des années, Kun Woo Paik a donné des récitals dans les grands centres musicaux tels que le Lincoln Center, Carnegie Hall, Wigmore Hall et la Philharmonie de Berlin. Il a joué avec des orchestres tels que l'Orchestre symphonique de Londres, l'Orchestre symphonique de la BBC (Proms 1987), le Pittsburgh Symphony, l'Orchestre national de Russian, l'Orchestre philharmonique de Saint-Pétersbourg, l'Orchestre de Paris, l'Orchestre national de France, l'Orchestre de chambre de Paris, Rai Torino, l'Orchestre philharmonique de Varsovie, l'English Chamber Orchestra et l'Orchestre de la radio polonaise, sous la direction de chefs d'orchestre, notamment de Mariss Jansons, Neville Marriner, Lawrence Foster, Mikhaïl Pletnev, Dmitri Kitaïenko, James Conlon, John Nelson et Eliahu Inbal. Kun Woo Paik est également artiste invité de nombreux festival : Berlin Festwochen, Aix-en-Provence, La Roque d'Antheron, Colmar, Spoleto, Aldeburgh, Mostly Mozart (New York) et du festival de Ravina (près de Chicago), effectuant des tournées en Australie, en Nouvelle-Zélande, en Asie et en Italie.
Son répertoire est très varié de Bach à Stockhausen et comprend des œuvres rares comme le Concerto pour piano de Busoni, la fantaisie pour piano et orchestre de Fauré et de Liszt, la fantaisie sur des thèmes du Lélio de Berlioz. Kun Woo Paik a également joué une sélection de transcriptions de Liszt et Berlioz et le Concerto pour piano de Suk-Hi Kang qui lui est dédié.
Paik a enregistré l'intégrale des concertos pour piano de Prokofiev sous la direction d'Antoni Wit avec l'Orchestre de la radio polonaise pour le label RCA, disque qui a reçu un Diapason d'or en 1993 ; l'intégrale des concertos pour piano de Rachmaninoff avec Vladimir Fedoseyev et l'Orchestre de la radio de Moscou (BMG), ainsi que plusieurs disques de pièces pour piano Scriabine, Liszt, Moussorgski, Rachmaninoff et Mendelssohn. En 2000, il a signé un contrat d'exclusivité avec le label Decca Classics. Son premier disque était constitué de transcriptions pour piano par Busoni d'œuvres d'orgue de Bach. Suit un disque Fauré qui a reçu de bonnes critiques par la presse spécialisée, considéré comme un interprète majeur de la musique française. Entre 2005 et 2007, chez Decca, il a enregistré l'intégrale des sonates pour piano de Beethoven.
Il a été le directeur artistique du Festival de musique de la Côte d'Émeraude à Dinard, pendant 21 ans de 1995 à 2014. Il a programmé une palette de musique, allant de la musique baroque, en passant par la musique romantique, jusqu'au répertoire de musique contemporaine, avec les meilleurs artistes internationaux, destiné, notamment avec des concerts gratuits en plein air, des concerts pour les enfants et des concerts avec de jeunes virtuoses. En novembre 2014, il a été évincé de cette position par le maire de Dinard, Martine Craveia-Schütz, et a été remplacé par le pianiste égyptien Ramzi Yassa. Kun Woo Paik a exprimé dans une longue lettre au maire de Dinard, sa « stupéfaction et profonde tristesse ».
Kun Woo Paik a été fait Chevalier de l'ordre des arts et des lettres en 2000. En septembre 2000, il est le premier artiste coréen à être officiellement invité à se produire en Chine.

## Vie personnelle
Paik réside à Paris avec son épouse, l'actrice Yun Jung-hee depuis 1974. Yoon est une star de la fin des années 1960, communément appelée la « Première troïka » par les médias sud-coréens, avec les deux actrices rivales, Moon Hee et Nam Jeong-im. Le couple a eu une fille qui est violoniste,.

## Discographie
- 2020 - Schumann (Deutsche Grammophon 00028948551460)
- 2019 -  Chopin - The Complete Nocturnes (Deutsche Grammophon DG40230)
- 2013 –  Schubert –  Schubert: Impromptus; Drei Klavierstücke; Moments Musicaux (Deutsche Grammophon)
- 2012 – Brahms, Intermezzi (DG)
- 2010 – Brahms, Concerto pour piano no 1, Variations - Orchestre philharmonique tchèque, dir. Eliahu Inbal (DG)
- 2008 – Beethoven, intégrale des sonates pour piano, publiée en Corée.
- 2007 – Beethoven, Sonates pour piano 27 à 32 (Decca)
- 2006 – Beethoven, Sonates pour piano 1 à 15 (Decca)
- 2005 – Beethoven, Sonates pour piano 16 à 26 (Decca)
- 2003 – Chopin, intégrale de l'œuvre pour piano et orchestre - Orchestre philharmonique de Varsovie, dir. Antoni Wit (Decca)
- 2002 – Fauré, Œuvres pour piano (Decca 470 246-2)[8] (OCLC 872179354)
- 2001 – d'Indy, Trio op. 98 - Jacques Prat, violon ; Emmanuel Gaugue, violoncelle (1991, Naïve) (OCLC 811458382)
- 2001 – Hahn, Œuvres pour 2 pianos - avec Hüseyin Sermet (juin 1991, Naïve V4902) (OCLC 743107461)
- 2000 – Bach, transcriptions de Busoni : Toccata BWV 564, 10 préludes de chorals, Chaconne BWV 1004 (Decca)
- 2000 – Liszt, Debussy, Poulenc et Satie (EMI)
- 1998 – Rachmaninoff, Œuvres pour piano et orchestre
- 1998 – Mendelssohn, Romances sans paroles
- 1996 – Scriabine, Œuvres pour piano
- 1994 – Prokofiev, Concertos pour piano
- 1993 – Schmitt, Trois rhapsodies pour 2 pianos, op. 53 - avec Huseyin Sermet (Auvidis)
- 1992 – Mendelssohn: Romances sans paroles, sélection (Dante PSG9331)[9]
- 1992 – Rachmaninoff, Concertos pour piano et Rhapsodie sur un thème de Paganini (RCA)
- 1992 – Rachmaninoff, Sonates pour piano 1 et 2 (Dante PSG9327)[9]
- 1992 – Prokofiev, Sonates pour piano nos 6, 7 et 8 (Dante PSG9124)[9]
- 1992 – Ravel, Œuvres pour piano (Dante PSG9123/4)
- 1992 – Scriabine, Sonates pour piano nos 2 et 10, Prélude op. 11 (Dante PSG9115)[9]
- 1992 – Scriabine, Sonates pour piano nos 6 et 9 et Impromptus, Valses (Dante PSG9125)[9]
- 1991 – Prokofiev, Concertos pour piano - Orchestre de la radio polonaise - Disque d'or - Prix Nouvelle Académie du Disque (2CD Naxos)
- 1991 – Liszt, Poulenc, Debussy, Satie (janvier 1990, 2CD Virgin Classics) (OCLC 885411930)
- 1991 – Ravel, Œuvres pour piano (Dante)[9]
- 1983 – Ravel, Concertos pour piano - Orchestre symphonique de la radio de Stuttgart, dir. Gary Bertini (Pro Arte Sinfonia)
- 1972 - Maurice Ravel – Gaspard De La Nuit / Miroirs (Harlequin (2) – 3803)
- 1970 - Debussy - Oeuvres pour piano (Parlophone 724356175723)

## Prix et distinctions
- 1969 – Médaille d'or du Concours international de piano Ferruccio Busoni (1969) Unique attribution depuis la création du concours
- 1971 – Prix du concours international Walter Naumburg, New York
- 2000 – Prix Ho-Am des arts, Corée
- 2000 – Chevalier de l'ordre des arts et des lettres, France
- 2010 – Ordre du mérite culturel[10], Corée